# Attentat-suicide au restaurant Matza
L'attentat-suicide au restaurant Matza est un attentat-suicide qui a eu lieu le 31 mars 2002, lorsqu'un kamikaze du Hamas palestinien a fait exploser sa bombe à l'intérieur du restaurant Matza à Haïfa, en Israël, près du centre commercial Grand Canyon (en), tuant 16 civils israéliens, dont des enfants, et blessant plus de 40 personnes,.

## Les assaillants
Le bras militaire du Hamas a revendiqué la responsabilité de l'attaque, déclarant que les attentats se poursuivraient tant que le siège du président de l'époque de l'Autorité palestinienne, Yasser Arafat, à Ramallah, se poursuivrait. De plus, un porte-parole du Hamas a affirmé que le kamikaze était un Palestinien de 22 ans nommé Shadi Tubasi, originaire de la région de Jenin.